# دايفيد جوزيف سينغ
دايفيد جوزيف سينغ (بالإنجليزية: David Joseph Singh)‏ هو فيزيائي أمريكي، ولد في 1958.